# Cuasso al Monte

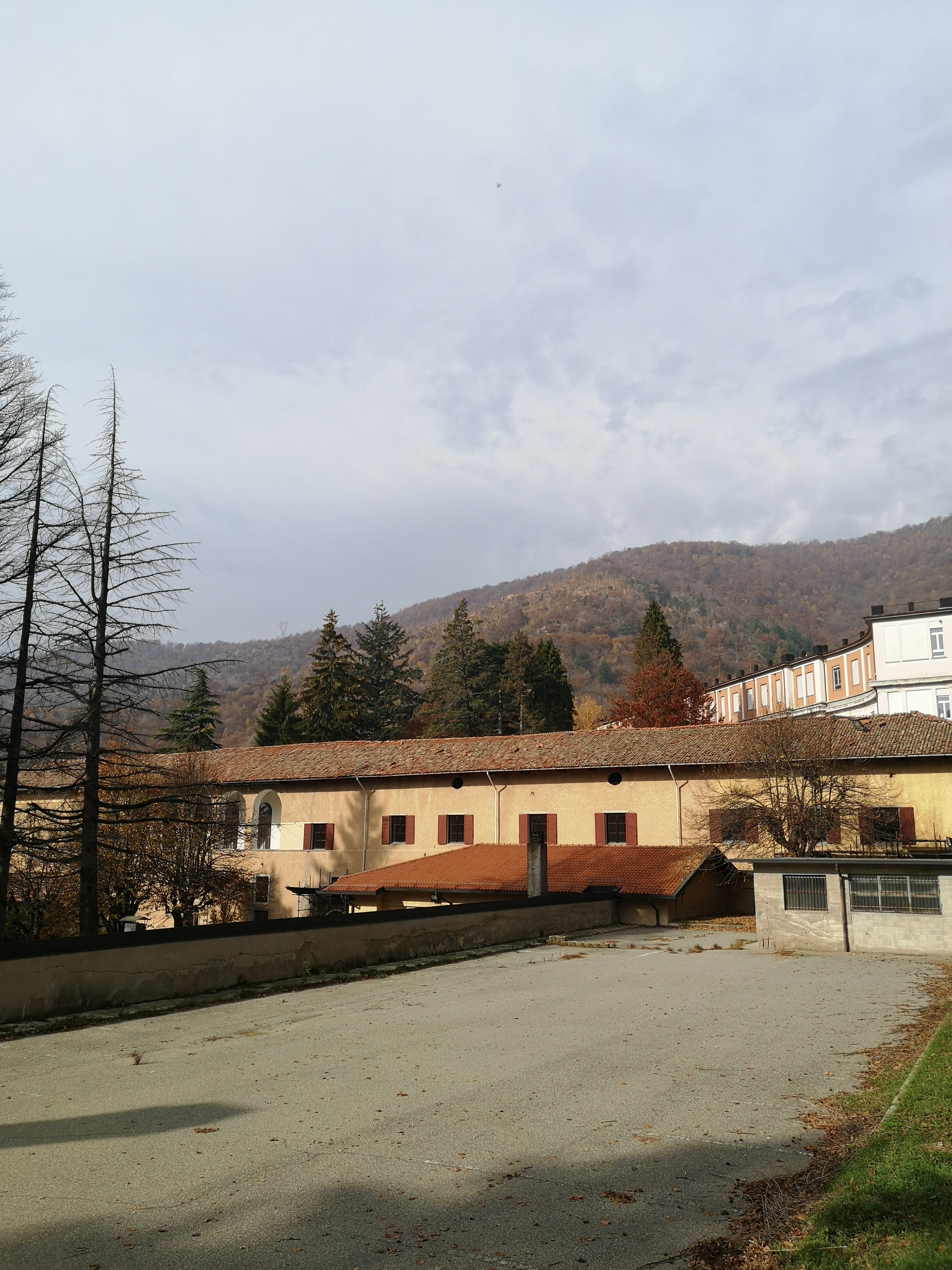
Krankenhaus Il Deserto

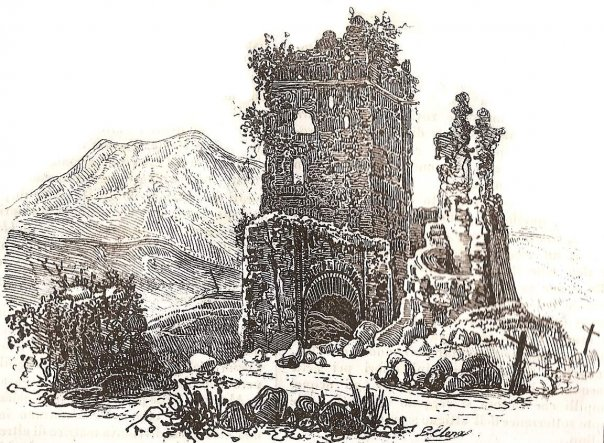
Burgruine Castelasc

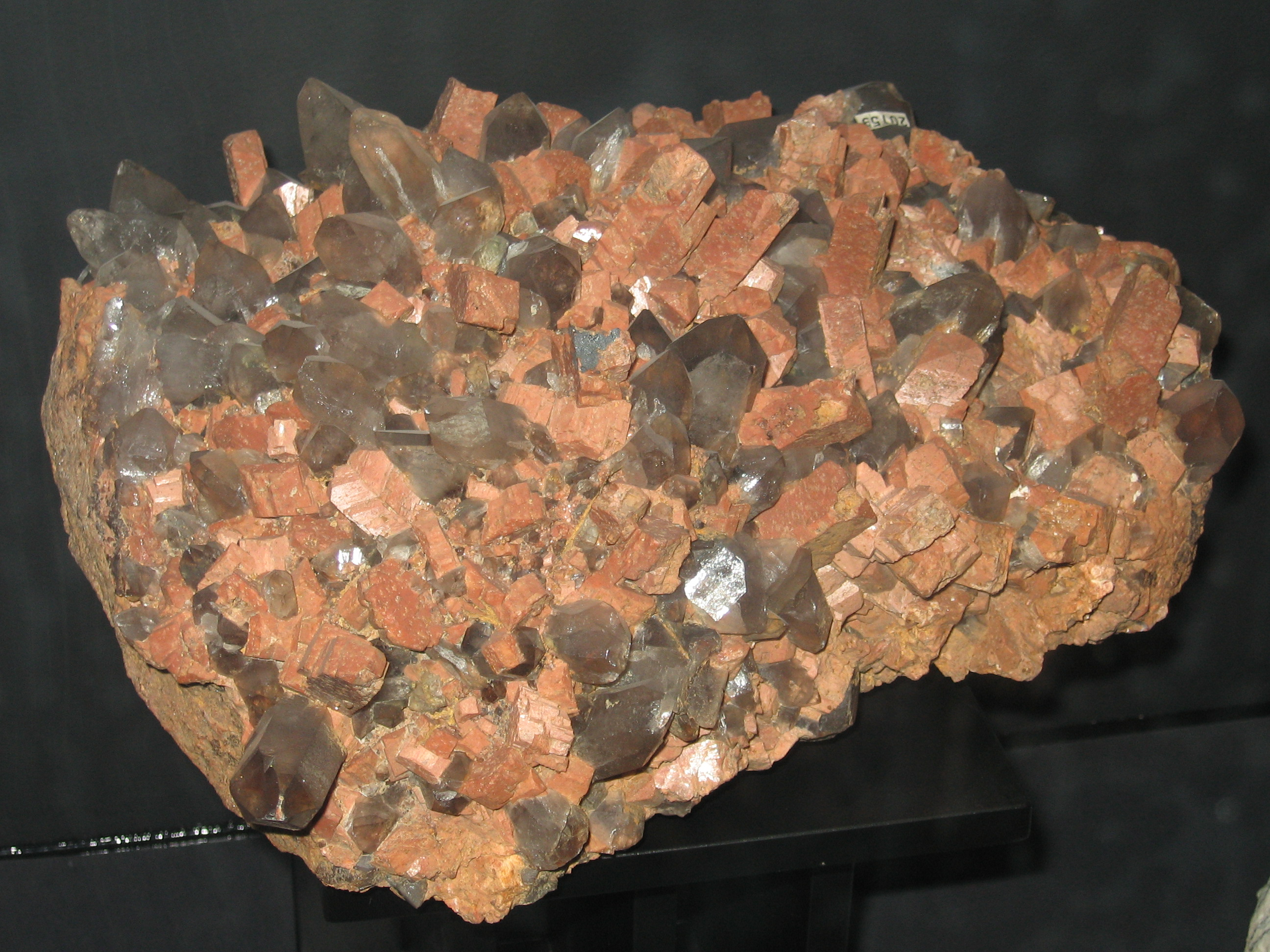
Fluorite-quarzo-ortoclasio gefunden im Steinbruch Bianchi

Cuasso al Monte ist eine italienische Gemeinde (comune) in der Provinz Varese in der Region Lombardei, am Ufer des Lago di Lugano gegenüber der Schweiz.

## Geographie
Die Gemeinde bedeckt eine Fläche von 16 km². Zu Cuasso al Monte gehören die Fraktionen Alpe Tedesco, Borgnana, Cavagnano, Cuasso al Lago, Cuasso al Piano, Mondo Nuovo, Villaggio Sibaund und wird von der Strada provinciale 61 tangiert. Die Nachbargemeinden sind Arcisate, Besano, Bisuschio, Brusimpiano, Cugliate-Fabiasco, Marchirolo, Marzio, Porto Ceresio und Valganna.

## Geschichte
Die Ortschaft Cuasso, die in den Statuten der Straßen und Gewässer der Herzogtum Mailand in der Form Cuvasio erwähnt wird und zur Pfarrei Arcisate gehört, war eine der Gemeinden, die zur Instandhaltung der Straße nach Bollate beitrugen 1346.
In den Registern des Estimo des Herzogtums Mailand von 1558 und den nachfolgenden Aktualisierungen im 17. Jahrhundert war Cuasso al Monte noch in derselben Pfarrei enthalten. In der Dokumentation des Pastoralbesuchs des Heiligen Karl Borromäus im Jahr 1574 werden für Cuasso al Piano 33 Feuerstellen mit 176 Einwohnern und für Cuasso al Monte 30 Feuerstellen und 167 Einwohner angegeben.
Das Territorium wurde an den Grafen Giulio Visconti Borromeo Arese belehnt, der jährlich 28 Lire und 4 Soldi an die Familie Cicogna für die Abgaben auf die Füllung zahlte. Cuasso al Monte, das damals 622 Seelen zählte, unterstand der Gerichtsbarkeit des Podestà, der in Arcisate, dem Hauptort der Gemeinde, wo sich das Amt befand, wohnen musste und ein Gehalt von 17 Lire pro Jahr erhielt. Der Konsul brachte die Klagen, für die der Feudalrichter zuständig war, zum Amt Arcisate, während die Klagen, für die der Oberrichter zuständig war, zum königlichen Amt Varese gebracht wurden, aber er war es nicht gewohnt, vor beiden Ämtern zu schwören.
Die Gemeinde Cuasso al Monte war bereits mit der Gemeinde Cuasso al Piano zusammengelegt worden, aber die Zusammenlegung wurde rückgängig gemacht.

## Bevölkerung
| Bevölkerungsentwicklung | Bevölkerungsentwicklung | Bevölkerungsentwicklung | Bevölkerungsentwicklung | Bevölkerungsentwicklung | Bevölkerungsentwicklung | Bevölkerungsentwicklung | Bevölkerungsentwicklung | Bevölkerungsentwicklung | Bevölkerungsentwicklung | Bevölkerungsentwicklung | Bevölkerungsentwicklung | Bevölkerungsentwicklung | Bevölkerungsentwicklung | Bevölkerungsentwicklung |
| ----------------------- | ----------------------- | ----------------------- | ----------------------- | ----------------------- | ----------------------- | ----------------------- | ----------------------- | ----------------------- | ----------------------- | ----------------------- | ----------------------- | ----------------------- | ----------------------- | ----------------------- |
| Jahr                    | 1574                    | 1687                    | 1751                    | 1805                    | 1853                    | 1881                    | 1901                    | 1921                    | 1951                    | 1971                    | 1991                    | 2001                    | 2011                    | 2021                    |
| Einwohner               | 343                     | 1040                    | 1067                    | 1219                    | *1499                   | 1582                    | 1443                    | 1795                    | 1865                    | 2387                    | 2779                    | 3065                    | 3604                    | 3560                    |

- 1806 Fusion mit Porto

## Sehenswürdigkeiten
- Pfarrkirche Sant’Ambrogio
- Ehemaliges Kloster der  Unbeschuhten Karmeliten Il Deserto, jetzt Spital. In Cuasso al Monte wurde 1635 ein Kloster gebaut, das wegen seiner isolierten Lage inmitten von Buchenwäldern als Deserto bekannt ist und den Karmelitinnen anvertraut wurde. Jahrhundert in den Besitz der Adelsfamilie Dandolo und beherbergte Persönlichkeiten wie Giacomo Leopardi im Jahr 1828 (wie aus einem Zitat im Katalog des Leopardischen Fonds der Stadtbibliothek Mailand hervorgeht), Tommaso Grossi, Giuseppe Mazzini und Giuseppe Garibaldi. Heute ist das Gebäude ein modernes Krankenhaus, das sich auf die kardiopulmonale Rehabilitation und die Rehabilitation nach einem Herzinfarkt spezialisiert hat. Das Krankenhaus Cuasso al Monte wurde als klimatisches Sanatorium gegründet: Es wurde 1917 vom Mailänder Komitee des Roten Kreuzes für die Behandlung von Lungenkrankheiten ausgewählt, weil es günstig gelegen und die Luft so gesund ist, dass sie nach Harz duftet. Das im Jahr 1500 von den Zönobitenmönchen errichtete Kloster wurde zunächst für die Aufnahme und Behandlung von Tuberkulosepatienten während des Krieges eingerichtet. Angesichts der Wirksamkeit der angebotenen Behandlungen wurde 1920 der heutige zentrale Pavillon gebaut, um die kriegsbedingt steigende Zahl von Anfragen zu bewältigen. Die Klimatherapie, die als die beste Medizin in diesen Fällen gilt, wurde im Laufe der Jahre verfeinert und das Krankenhaus mit immer ausgefeilteren technischen Einrichtungen ausgestattet. Mit dem Aufkommen der Antibiotika-Ära änderten sich die therapeutischen Konzepte und die Nachfrage nach sichereren und präziseren diagnostischen Untersuchungen. Der Philosoph Julius Evola war einer seiner Patienten. Der alte Teil geht auf die erste Hälfte des 17. Jahrhunderts zurück, als die Ordensgemeinschaft der Karmeliterinnen, die zum Komplex von Biumo Superiore gehörte, von der Gräfin Taverna Arcimboldi und dem Grafen Cicogna eine Schenkung erhielt, um an diesem Ort, der als Wüste bekannt ist, ein Kloster zu errichten (einigen Quellen zufolge wurde ein großer Teil des Geländes tatsächlich von den Einwohnern von Cuassese gestiftet). Im Jahr 1798 ging Il Deserto in die Hände des Finanzministeriums über und war der Gnade eines Regierungsvertreters, eines gewissen Julien, ausgeliefert, der die Dächer der Häuser und sogar die Obstbäume als Brennholz verkaufte und damit Verwüstungen anrichtete. Im Jahr 1806 ging es in den Besitz des Grafen Dandolo über, der es zu einem Ort für landwirtschaftliche Experimente und für die Aufnahme von Künstlern und Patrioten machte. Später, von 1906 bis 1917, wurde es zur Colonia agricola von Pater Gerardo Beccaro für die Aufnahme von Waisenkindern (über 100). Im Jahr 1917 wurde es aufgrund seiner strategischen Lage und im Zusammenhang mit dem Bau der Cadorna-Linie von den Militärbehörden besetzt, und am Ende des Ersten Weltkriegs (1918) verwandelte das Mailänder Rote Kreuz das Gebäude in ein Sanatorium für Lungenkrankheiten.[2]
- Burgruine Castelasc[3]
- Steinbruch Bianchi und seine mineralogischen Funde

## Söhne und Töchter
- Enrico Cassi (* 1863 in Cuasso al Monte; † nach 1906 in Mailand), Bildhauer[4]
- Paolo Lunardon OSB (* als Pietro Lunardon am 25. Mai 1930 in Cuasso al Monte; † 11. Oktober 2017 in Pontida) war ein italienischer Ordensgeistlicher und Abtordinarius von Sankt Paul vor den Mauern.